# Eusmilus
Eusmilus — ископаемый род кошкообразных хищников из семейства нимравид, или «ложных саблезубых тигров». Существовали на Земле с позднего эоцена по ранний олигоцен в течение примерно 8,8 миллионов лет, с 37,2 по 28,4 миллиона лет назад. Обитали на территории Северной Америки и Евразии.

## Описание
Eusmilus имели хорошо развитые сабельные клыки. Большинство представителей рода были размером с леопарда, но отличались от него более короткими лапами. Максимальная длина тела — 2,5 метра. Зубная система Eusmilus сильно редуцирована — из исходных 44 зубов, характерных для первых плацентарных млекопитающих, у них сохранилось только 26. Они могли открывать пасть на угол 90 градусов, чтобы применять свои клыки. На нижней челюсти были костные «лопасти» для защиты клыков, как у сумчатого саблезубого тигра. Известен череп другого, более мелкого нимравида из рода Nimravus, пробитый клыками Eusmilus.
Legendre и Roth оценили прижизненную массу одного из экземпляров Eusmilus в 70 кг.

## Виды
- Eusmilus bidentatus
- Eusmilus cerebralis
- Eusmilus sicarius